# Widegern
Widegern, auch Widrigen (erste Hälfte des 8. Jahrhunderts) war ein Bischof von Straßburg.
Er gründete um 728 das Klösterchen („monasteriolum“) „cella monachorum“ (dt.: „Mönchszell“), das Bischof Etto von Straßburg 762 in ein Benediktinerkloster, das Kloster Ettenheimmünster, umwandelte. Weiter gewährte er dem Kloster Murbach das Recht der freien Abtwahl, was es vom Diözesanbischof unabhängig machte.